# Andreas Brauer
Andreas Brauer (* 1973 in Trier) ist ein deutscher Filmproduzent.

## Leben und Wirken
Der 1973 in Trier geborene Brauer begann nach seinem Abitur und anschließendem Zivildienst ein Studium der neueren deutschen Literaturwissenschaft an der Universität Bonn, welches er 2002 mit dem Magister artium beendete. Im Jahr darauf absolvierte er eine IHK-zertifizierte Weiterbildung zum Regieassistenten am Kölner Filmhaus und arbeitete von 2005 bis 2010 als zweiter oder erster Regieassistent bei deutschen und österreichischen Fernseh-, Kino- und Kurzfilmen und TV-Serien mit. Darunter waren Kinofilme wie Vier Minuten, Heile Welt, GG 19 – Deutschland in 19 Artikeln oder Fernsehproduktionen wie Tatort, tschuschen:power oder Fremdgehen.
2008 gründete Brauer zusammen mit Martin Roelly und Erik Winker die Kölner Produktionsfirma HUPE Film- und Fernsehproduktion. Ein Jahr später erhielten sie für ihre Firma ein Stipendiat des Mediengründerzentrums NRW. Schwerpunkt der Firma waren Spiel- und Dokumentarfilme. Brauer produzierte mit ihr unter anderem die Spielfilme Eine Insel namens Udo von Markus Sehr, der am 16. Juni 2011 in die deutschen Kinos kam, und Die Einsamkeit des Killers vor dem Schuss von Florian Mischa Böder, der 2014 seine Weltpremiere beim Locarno Film Festival feierte.
2016 gründete Brauer dann seine eigene, in Köln ansässige, Produktionsfirma HUPE Film Fiktion, welche sich auf die Produktion von fiktionalen Filmen konzentriert. Mit dieser produzierte er den Spielfilm Die Zukunft ist ein einsamer Ort von Martin Hawie, in dem Lucas Gregorowicz, Denis Moschitto und Katharina Schüttler mitspielen.

## Filmografie (Auswahl)
- 2009: Der Herzerlfresser (Kurzfilm), (Produzent)
- 2011: Eine Insel namens Udo (Produzent)
- 2012: Work Hard – Play Hard (Produzent)
- 2012: Frohes Schaffen – Ein Film zur Senkung der Arbeitsmoral (Dokumentarfilm), (Produzent)
- 2013: Der große Demokrator (Dokumentarfilm), (Produzent)
- 2013: Boles (Kurzfilm), (Produzent)
- 2013: Die mit dem Bauch tanzen (Dokumentarfilm), (Produzent)
- 2014: Die Einsamkeit des Killers vor dem Schuss (Spielfilm), (Produzent)
- 2015: In der Schwebe (Dokumentarfilm), (Produzent)
- 2021: Die Zukunft ist ein einsamer Ort (Spielfilm), (Produzent)

## Sonstiges
- Seit 2014 ist Andreas Brauer Mitglied der europäischen Produzentenvereinigung Atéliers du Cinéma Européen (ACE).